# Гульєльмо Бокканегра
Гульєльмо Бокканегра (італ. Guglielmo Boccanegra; ?—1273, Ег-Морт, Франція) — генуезький державний діяч, перший капітано-дель-пополо Генуезької республіки (1257—1262). Під час перебування на цій посаді фактично став необмеженим володарем міста, якому допомагала урядувати рада з 32 старійшин. 1261 року, під час війни Святого Сави з Венецією уклав з Михаїлом VIII Палеологом Німфейський договір, що надавав Генуї монопольні торгові преференції на території відновленої Візантійської імперії та в Чорному морі.

## Біографія

### Походження та ранні роки
Точне походження родини Бокканегра невідоме. Спочатку вони не відносились до генуезької аристократії, а були радше пополанами (італ. popolare) або бюргерами. Першим відомим членом родини є певний «Букканігра», який зявляється в документах від 1201 року і вже протягом наступного покоління кілька членів родини засвідчені як купці, що торгували в Західному Середземномор'ї. 1235 року членом Ради генуезької комуни був Рінальдо Бокканегра, а через 13 років — Маріно Бокканегра. Як і багато інших генуезьких родин, Бокканегра були активними учасниками Сьомого хрестового походу на чолі з французьким королем Людовиком IX і отримали значні прибутки від постачання для хрестоносців кораблів та провізії.
Деякі автори стверджують, що в 1229 році Гульєльмо брав участь у арагонському завоюванні Майорки, але жодних доказів на підтвердження цього не існує. Перші надійні відомості про Гульєльмо Бокканегра походять з 1249 року, коли він був одним із генуезьких консулів у французькому місті Ег-Морт (яке було головним портом, звідки хрестоносці відправлялись в Сьомий хрестовий похід). У 1249–1250 роках він перебував в палестинській Акрі, де зобов'язався виплачувати платню послідовникам Альфонсо I, молодшого брата Людовіка IX. Після повернення з хрестового походу він став членом Ради комуни в 1251 році і знову в 1256 році.

### Сходження до влади

#### Передумови
На початку другої половини XIII століття Генуя відновлювалась після періоду запеклої боротьби між Папами Римськими, яких підтримувала фракція гвельфів, та імператором Фрідріхом II Гогенштауфеном (правив у 1220–1250 рр), якого підтримували гібеліни. Генуя традиційно підтримувала пап, особливо після обрання папою генуезця Інокентія IV (1243—1254 рр) і вцей час вигнала з міста місцевих гібелінів. Щоб розширити підтримку режиму серед населення під час конфлікту з гібелінами, правляча гвельфська знать заснувала магістратуру з двох «капітанів народу та комуни» (capitani del popolo e del Comune), які, проте, мали досить обмежені повноваженнями. Коли у 1250 році Фрідріх II помер, гвельфська знать завбачливо дозволила вигнаним супротивникам-гібелінам повернутися до міста та навіть надала їм певну компенсацію, намагаючись зміцнити позиції знаті в протистоянні з пополанами, які прагнули більшого впливу на управління республікою.

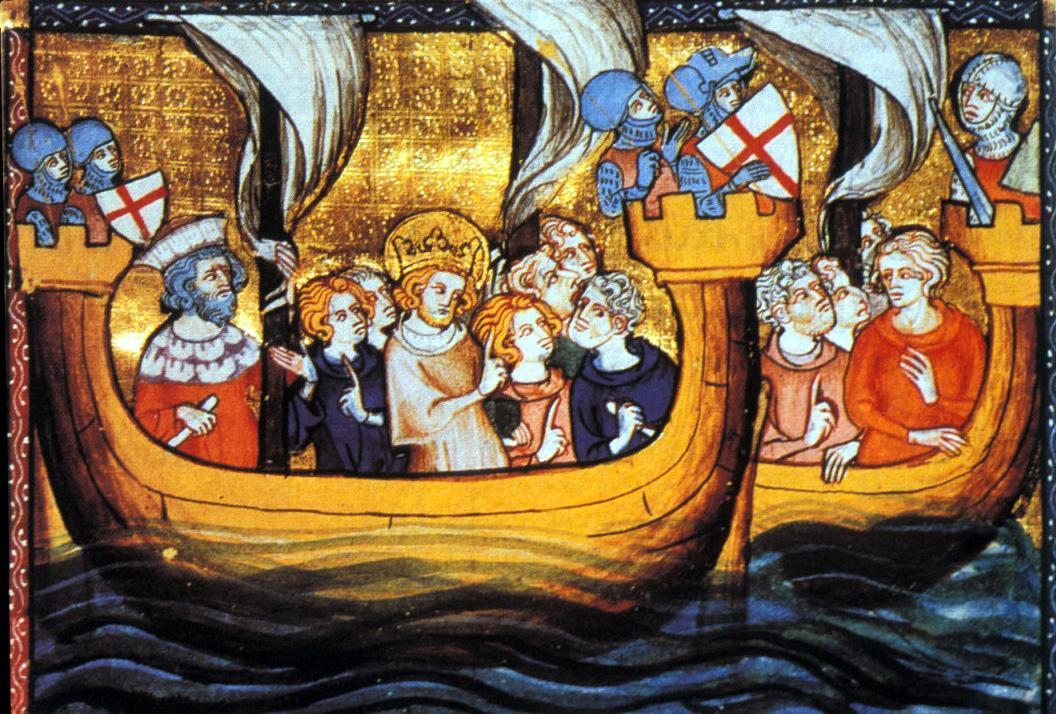
Людовик IX вирушає в Сьомий хрестовий похід з Ег-Морта.

На початковому етапі цій політиці сприяв економічний бум, який спостерігався на початку 1250-х років. Попри постійні військові операції за кордоном, торгівля процвітала, що призвело до припливу до міста банкірів, міняйл і ремісників з інших регіонів Італії та Франції. Це процвітання отримало свій вираз в тому, що Генуя першою серед інших італійських міст-держав розпочала карбувати власні золоті монети — дженовіно. У той же час здобуті багатства розподілялись нерівномірно і концентрувались здебільшого в руках кількох знатних купецьких родин, і як народне невдоволення, так і розбрат між гвельфами та гібеллінами продовжували накопичуватись.
Накопичені протиріччя вийшли на поверхню у 1256 році, коли на Республіку обрушилася низка криз. У зв'язку із невдалим закінченням Сьомого хрестового походу, Франція перестала розміщувати замовлення на нові кораблі і до того ж відмовилася оплачувати вже виконані попередні замовлення. У поєднанні з закінченням конфлікту з імператором, це залишило генуезьку економіку, яка довгий час була спрямована на оснащення військових кораблів, без джерела стабільного доходу. Проблеми в економіці призвели до банкрутства в 1256 році банків Негробоно і Кальво, а також кількох вовняних мануфактур. До того ж в цьому році розпочалась війна Святого Сави з Венецією, що значно погіршила позиції Генуї в Леванті та на Сицилії. Усередині країни уряд був змушений застосовувати папський указ проти єретиків,.

#### Державний переворот
Саме в цій кризовій атмосфері на перший план вийшов Бокканегра, хоча чому це відбулось залишається предметом суперечок. Історик Стівен Епштейн вказує, що кар'єра Боккнегра до цього моменту не відрізнялась жодною винятковістю але зауважує, що він міг «володіти політичним хистом задовольняти усі сторони», оскільки його багатство зробило його рівним і прийнятним для еліти, а нешляхетне походження зробило його популярним серед простого народу. Історик Роберт Лопес припускає, що як член Ради комуни він критикував зловживання та пропонував реформи,
Внутрішнє невдоволення дійшло до точки кипіння під час суду над колишнім подеста Філіппо делла Торре за розкрадання. Хоча його провина була очевидною, його засудили лише до ув'язнення та штрафу, що призвело до заворушень серед простого населення. Підбурювані гібелінською фракцією лозунгом fiat populus («влада народу»), у січні 1257 року пополани взяли до рук зброю, зібралися на площі перед церквою Сан-Сіро та проголосили Бокканегра єдиним капітано-дель-пополо. Бокканегра, спочатку неохоче, був приведений до церкви Сан-Сіро, де люди присягнули йому на вірність.
Наступного дня новий режим набув форми в соборі Сан-Лоренцо в присутності нового подеста. Бокканегра отримав верховну владу з метою реформування статуту комуни, і йому мала допомагати рада з 32 анзіанів («старійшин»), по чотири від кожного з восьми районів міста. Через кілька днів його становище було ще більше посилено: анзіані продовжили його перебування на посаді до десяти років замість звичайного одного року, і було передбачено, що якщо він помре протягом цього часу, один із його братів має стати його наступником. Річна зарплата в тисячу фунтів стерлінгів, палац родини Річеріо, особистий штат лицаря, два нотаріуси, суддя, а також особиста охорона (12 охоронців і п'ятдесят озброєних слуг) були надані в його розпорядження, все підлягало оплаті з громадської скарбниці.

### Правління республікою

#### Консолідація влади
За словами Лопеса, тривалий термін перебування на посаді та положення про квазідинастичну спадкоємність фактично перетворили правління Бокканегра на сеньйорію, а не на звичайну магістратуру. Подеста був зведений до вирішення дрібниць повсякденного управління. Побачивши, що його повноваження обмежені, діючий подеста пішов у відставку, і його замінив інший, лояльніший Бокканегрі. Згідно з Епштейном, люди, які фактично привели Бокканегру до влади, відносились до безправного середнього класу, були «середніми торговцями та майстерними ремісниками», які досягли процвітання протягом попередніх років, але все ще були виключені з управління. Аристократи-гібеліни, які хотіли добитись зміни політичної орієнтації з прогвельфської на прогібелінівську, а не встановлення нового режиму, почали протистояти Бокканегрі. В свою чергу, режим Бокканегри в протистоянні з аристократією поступово ставав все авторитарнішим і дедалі більше покладався на підтримку широкої маси простих людей .
Завдяки народній підтримці та підтримці деяких сімей гібелінів, Бокканегра зміг пережити першу кризу свого режиму і утримав за собою призначення всіх посадових осіб. Невдовзі проти нього змовилась гвельфська знать, але Бокканегра, дізнавшись про це, організував виток чуток про свої плани щодо їх суворого покарання. У результаті гвельфські аристократи втекли з міста і їм негайно заборонили повертатися. Після цієї справи Бокканегра оселився в палаці одного з лідерів гвельфів, Обіццо Фьєскі. Його позиція ще більше зміцнилася, коли кардинал Оттобуоно Фьєскі (майбутній папа Адріан V), який під приводом дипломатичної місії прибув щоб підбурити опозицію проти Бокканегра, був змушений залишити місто після того, як люди почали бунтувати. До 1260 року Бокканегра досягнув вершини своєї влади та престижу і фактично керував містом як тиран («velut tyrannus», згідно з проаристократичними Annales ianuenses).

#### Фінансові реформи
Зміцнивши свою позицію, Бокканегра зайнявся зростаючою фінансовою кризою, яку він успадкував разом із владою. Податки, що складали дохід Комуни, всупереч існуючим законам вже були заздалегідь викуплені за низькими цінами чиновниками попереднього режиму. Бокканегра не хотів встановлювати нові непрямі податки, тому своїм указом від 16 червня 1259 року він перетворив увесь існуючий державний борг на консолідовану позику, що підлягає погашенню під фіксований скромний відсоток у вісім процентів. Цей захід, який підтримали як народні збори, так і відомі дворяни-гібеліни, не тільки завдав шкоди багатьом магнатам, але й дав Бокканегрі кошти, необхідні для експансіоністської фіскальної політики. Основою цієї політики була широка програма громадських робіт, що включала будівництво резиденції капітано-дель-пополо в Генуї (італ. palazzo del Capitano del Popolo, сучасний Палаццо Сан-Джорджо) і розширення портових споруд. Окрім своєї функціональної та символічної цінності, це масштабне будівництво забезпечило роботою багатьох громадян і допомогло подолати кризу.
У той же час він успішно намагався скасувати багато феодальних податків, які стягували маркізи Маласпіна та інші колишні феодальні володарі, що існували в Лігурії до заснування генуезької Комуни. Зокрема, Бокканегра придбав за вигідною ціною права архієпископства Генуї на морську торгівлю. Він також намагався скасувати податки, які стягували кілька знатних сімей як частину їхньої спадщини від скасованих Комуною віконтських посад регіону, хоча й без особливого успіху. Боротьба з банківською кризою продовжувалась в 1259 році з перемінним успіхом. Бокканегрі вдалося запобігти банкрутству банку Aschieri, а вплив його брата Ланфранко призвів до порятунку банку Oberto di Nizza, але, попри обіцянку виплатити кредиторам 90 % їхніх боргів, він не зміг запобігти банкрутство одного з найважливіших банків, банку Гульєльмо Леккакорво. У той же час Бокканегра заохочував організацію міських ремісників у гільдії, і з 1259 року включно глави гільдій були представлені разом із радниками Комуни та анзіанами серед тих, хто мав право ратифікувати договори від імені Республіки. Крім того, його угода з Манфредом допомогла відродити торгівлю з Сицілією.

#### Зовнішня політика
Одним із перших кроків, які зробив Бокканегра, був договір із сином Фрідріха II Манфредом, який знову відкрив Сицилійське королівство для генуезької торгівлі. Це був відхід від попередньої політики гвельфського уряду, який намагався нав'язати Манфреду умови через папство. З іншого боку, триваюча війна з Пізою за Сардинію призвела до втрати Кальярі та Санта-Ігіа.
Однак головною проблемою, яку успадкував Бокканегра, була  війна Святого Сави - конфлікт із Венецією через доступ до ринків Леванту. Після декількох морських поразок, у 1258 році генуезці втратили на користь венеційців Акру, свій головний торговельний пункт у регіоні. Втрата була дещо компенсована, коли прогібелінський Філіп де Монфор запропонував натомість розмістити факторію генуезців в підлеглому йому Тірі, але військові поразки підірвали престиж Бокканегри та виявили проблеми, пов'язані з новим режимом: керівників флоту призначали не за здібності, а за політичну лояльність, і війна погіршила фінансове становище Республіки.
Головним досягненням правління Бокканегра було укладення 13 березня 1261 року Німфейського договору з візантійським імператором Михаїлом VIII Палеологом. Договір зобов'язував Геную надати флот із 50 суден, витрати на які оплачував імператор, для ведення бою проти Венеції та для підтримки мети Палеолога щодо повернення Константинополя. Проте в обмін генуезці отримали дуже вигідні комерційні умови; після успішного відновлення Константинополя генуезці могли фактично успадкувати та навіть розширити привілейоване становище венеційців у Латинській імперії. Зрештою, Константинополь був повернутий нікейцями лише через два тижні після підписання договору, без допомоги генуезького флоту. Однак, Михайло VIII ретельно дотримувався умов Німфейського договору, оскільки сила генуезького флоту все ще була необхідна для протистояння потенційному венеційському контрудару, тоді як місцевий візантійський флот повільно відновлювався. Завдяки субсидіям імператора генуезці змогли значно збільшити силу свого флоту.

### Вигнання і смерть
Однак Бокканегра не зміг повністю придушити внутрішню опозицію старих дворянських сімей, які скинули його в результаті кривавого перевороту в травні 1262 року. У вигнанні Бокканегра вступив на службу до короля Франції, займаючись укріпленням портового міста Ег-Морт як його губернатор. Там він і помер у 1273 році .

## Спадщина
Правління Бокканегри започаткувало період в генуезькій історії, названий на честь періодичного правління капітано-дель-пополо, переважно з гібелінських родин Спінола та Доріа, між періодами правління подеста. Це тривало до 1311 року і, як правило, вважається істориками «найяскравішим етапом процвітання та впливу міста».
Тим не менш, спогади про правління Бокканегри були суперечливими: літописці, які представляють інтереси міської еліти, ставилися до нього вороже , але звичайні люди незабаром почали ностальгувати за «народним» урядом. Це почуття допомогло Симоне Бокканегра, правнуку Гульєльмо, стати першим дожем Республіки в 1339 році.

## Див.також
- Симоне Бокканегра
- Еджідіо Бокканегра